# كل اجر

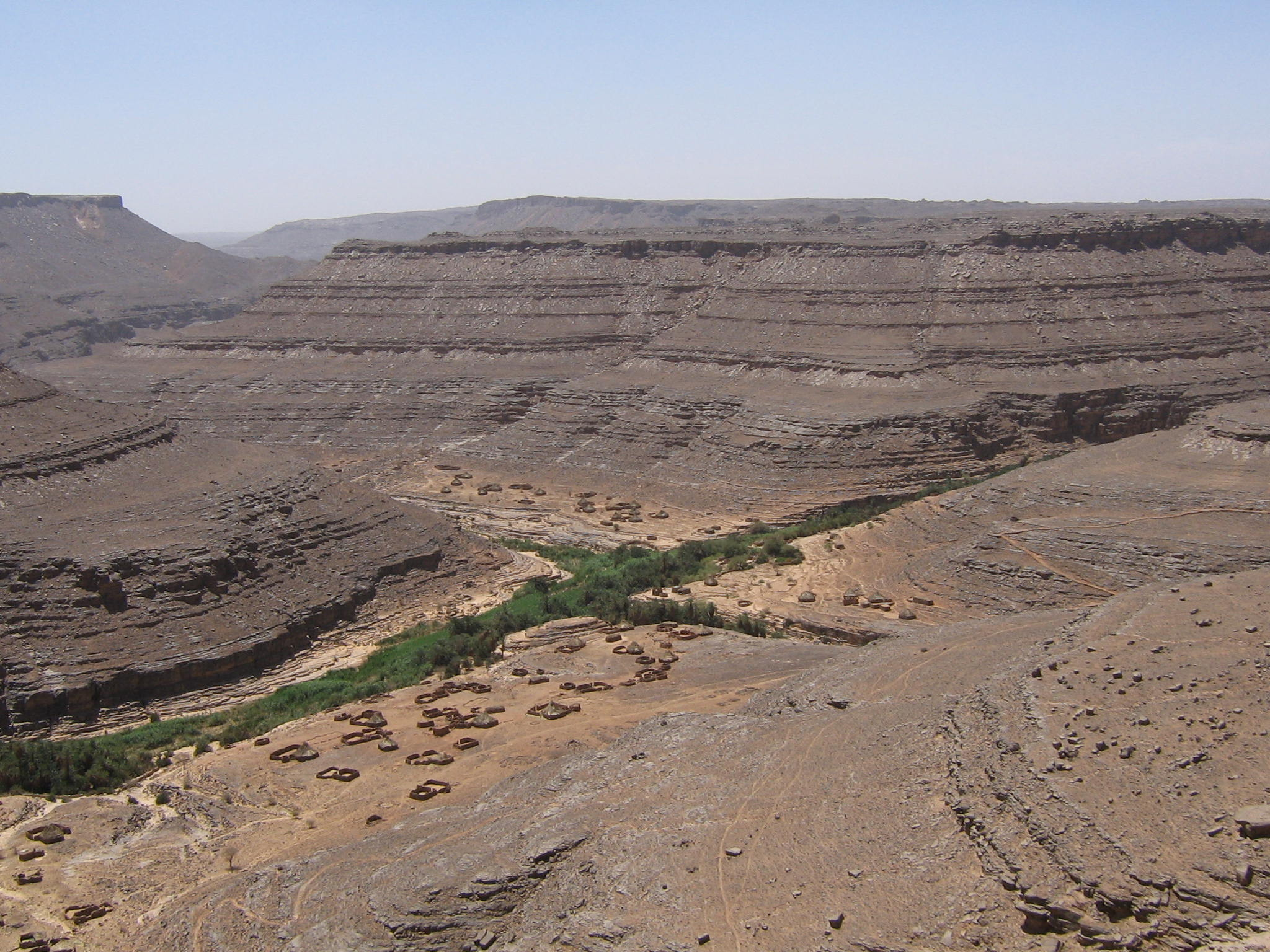

كَلْ آجَر (كذلك كل آزجر) سلطنة قبائل الطوارق التي تقطن غرب ليبيا وشرق الجزائر. تمتد من غدامس ومرزق في ليبيا إلى جانب إليزي في الجنوب الشرقي الجزائري، وتتخذ من مدينة غات مركزا لها، ولغة السلطنة تماهق.

## أهم قبائل السلطنة
- أوراغن.
- إمنغساتن.
- إيفوغاس.
- إلمطين.
- إمنان.
- كل أولي.
- إمقرغسن.